# Cristina Agosti-Garosci
Cristina Agosti-Garosci (ur. 26 kwietnia 1881 w Turynie, zm. 2 maja 1966 tamże) – włoska polonistka, tłumaczka literatury polskiej oraz jej popularyzatorka.

## Życiorys
Absolwentka romanistyki na uniwersytecie w Turynie (jedna z pierwszych studentek tej uczelni). Po uzyskaniu tytułu doktora (na podstawie rozprawy na temat Małgorzaty z Nawarry) została zaangażowana przez włoskiego polonofila Attilia Begeya do działalności w Komitecie „Pro Polonia”, a także tłumaczenia, wraz z siostrą – Clotildą Garosci, dzieł literatury polskiej. Część jej artykułów drukowanych w prasie włoskiej pojawiło się w skróconej formie jako przedmowy do przekładów jej siostry. Była działaczką koła przyjaciół Polski i zarządu Instytutu Kultury Polskiej w Turynie założonego w 1930, a także Società pro Cultura Femminile. W 1928 uczestniczyła w kursie polonistów włoskich w Zakopanem, gdzie wygłosiła odczyt o religijności Adama Mickiewicza oraz zgromadziła materiały do tłumaczenia Popiołów Stefana Żeromskiego (m.in. u Kazimierza Nitscha), który zebrał ok. 20 recenzji we włoskich pismach. Publikowała w Nuova Antologia, Giornale Storico della Letteratura Italiana, Vita Italiana, Rivista di Letterature Slave i Europa Orientale. W czasie II wojny światowej zaangażowała się, jako łączniczka, w antyfaszystowskim ruchu oporu. 
Wyszła za mąż w 1906. Jej syn, Giorgio Agosti – historyk prawa, również zajmował się literaturą polską.

## Ordery i odznaczenia
- Krzyż Kawalerski Orderu Odrodzenia Polski (7 czerwca 1947)[5]
- Srebrny Wawrzyn Akademicki (5 listopada 1938)[6]

## Przekłady[2]
Wraz z Clotildą Garosci:
- Irydion Zygmunta Krasińskiego (1926)
- wybór nowel  (1928) Stefana Żeromskiego
- Italia Marii Konopnickiej (1929)
- Kordian Juliusza Słowackiego (1932)
- Mazepa Juliusza Słowackiego (1932)
- Popioły Stefana Żeromskiego (1946)

Samodzielne:
- Dary wiatru północnego Wacława Sieroszewskiego (1946)
- W pustyni i w puszczy Henryka Sienkiewicza (1947)
- Quo vadis Henryka Sienkiewicza (1950); pierwszy włoski przekład z oryginału[4]
- wybór nowel Henryka Sienkiewicza (1953)
- Życie Chopina Kazimierza Wierzyńskiego (1955)
- Placówka Bolesława Prusa (1961)